# Фресан, Родриго
Родри́го Фреса́н (исп. Rodrigo Fresán, 30 ноября 1963, Буэнос-Айрес) — аргентинский писатель, журналист, переводчик.

## Биография
Близкий друг Роберто Боланьо. С середины 1980-х годов активно выступает как журналист. C 1999 живет в Испании (Барселона). Переводит американскую литературу (Джон Чивер, Карсон Маккалерс). Руководит в издательстве Мондадори детективной серией Красное и черное.

## Творчество
Повествовательная манера Фресана складывалась под воздействием англо-американской литературы, особенно авторов детективной и фантастической прозы (Филипп Дик, Баллард, Воннегут и др.). Его роман Сады Кенсингтона, своего рода пастиш на темы Питера Пена и Гарри Поттера (рецензии на него см.: ), был тут же переведен в нескольких странах и назван газетой Financial Times в числе пяти лучших зарубежных книг 2005 года (см.: ).
Проза Фресана переведена на английский, французский, итальянский, португальский, польский и другие языки.

## Произведения
- Historia argentina (1991)
- Vidas de santos (1993)
- Trabajos manuales (1994)
- Esperanto (1995)
- La velocidad de las cosas (1998)
- Mantra (2001)
- Jardines de Kensington (2003)
- El fondo del cielo (2009)
- La parte inventada (2014)